# 石山千晶
石山 千晶（いしやま ちあき、1995年4月28日 - ）は、大阪府八尾市出身の日本の女子プロゴルファーである。大阪学芸高等学校卒業。身長170cm、体重62kg。

## 来歴
両親の影響により5歳でゴルフを始める、小学校6年生時に出場したドラコン大会で292ヤードを記録した。
アマチュア時代の主な成績として、2011年「全日本サンスポ女子アマゴルフ選手権」優勝がある。
2015年に日本女子プロゴルフ協会（LPGA）サードクォリファイングトーナメント（QT）に進出。
サードQT進出者の資格で2016年シーズン開幕よりTPD単年登録者（呼称は当時）として、主にステップ・アップ・ツアーに出場、同年7月の同ツアー「ANA PRINCESS CUP」において下部ツアーながらプロ初優勝を果たす。同年LPGA最終プロテストに進出し、15位タイとなり3度目の受験で合格。LPGA88期生となる。
2020年、「日本女子プロゴルフ選手権大会」で66位タイ。

## テレビ番組
- ゴルフサバイバル - 2018年11月 (優勝)、2019年3月、11月、2020年7月、2021年4月 (BS日テレ)
- 女子ゴルフペアマッチ選手権 - 森井あやめとのペアでシーズン3に出場 (BS朝日)